# Kenzero
Kenzero is een computervirus dat wordt verspreid door middel van peer-to-peer-netwerken, het virus verzamelt de browsergeschiedenis van de gebruikers op het geïnfecteerde systeem.
Het virus was voor het eerst ontdekt op 15 september 2010, echter is het waarschijnlijk dat het virus een periode onopgemerkt bleef.
Het virus kan een systeem infecteren als er een bestand wordt gedownload via een peer-to-peer-netwerk. Als het gedownloade bestand, dat geïnfecteerd is, wordt geopend, zal het virus de browsergegevens opzoeken en eventueel publiceren.